# Amt Kevelaer
Das Amt Kevelaer war bis 1969 ein Amt im Kreis Geldern in der preußischen Rheinprovinz und in Nordrhein-Westfalen. Es ging aus der Bürgermeisterei Kevelaer hervor. Sein Gebiet gehört heute zur Stadt Kevelaer im nordrhein-westfälischen Kreis Kleve.

## Bürgermeisterei Kevelaer
Kevelaer gehörte bis 1713 zum Herzogtum Geldern und kam dann zu Preußen. Von 1798 bis 1814 stand der linke Niederrhein unter französischer Herrschaft. Während dieser Zeit wurde in Kevelaer nach französischem Vorbild eine Mairie eingerichtet, die zum Kanton Geldern im Arrondissement Kleve des Rur-Departements gehörte. Nachdem 1814 der gesamte Niederrhein auf dem Wiener Kongress dem Königreich Preußen zugeschlagen wurde, kam die Gegend 1816 zum neuen Kreis Geldern in der Provinz Jülich-Kleve-Berg, der späteren Rheinprovinz. Aus der Mairie Kevelaer der Franzosenzeit wurde die preußische Bürgermeisterei Kevelaer.

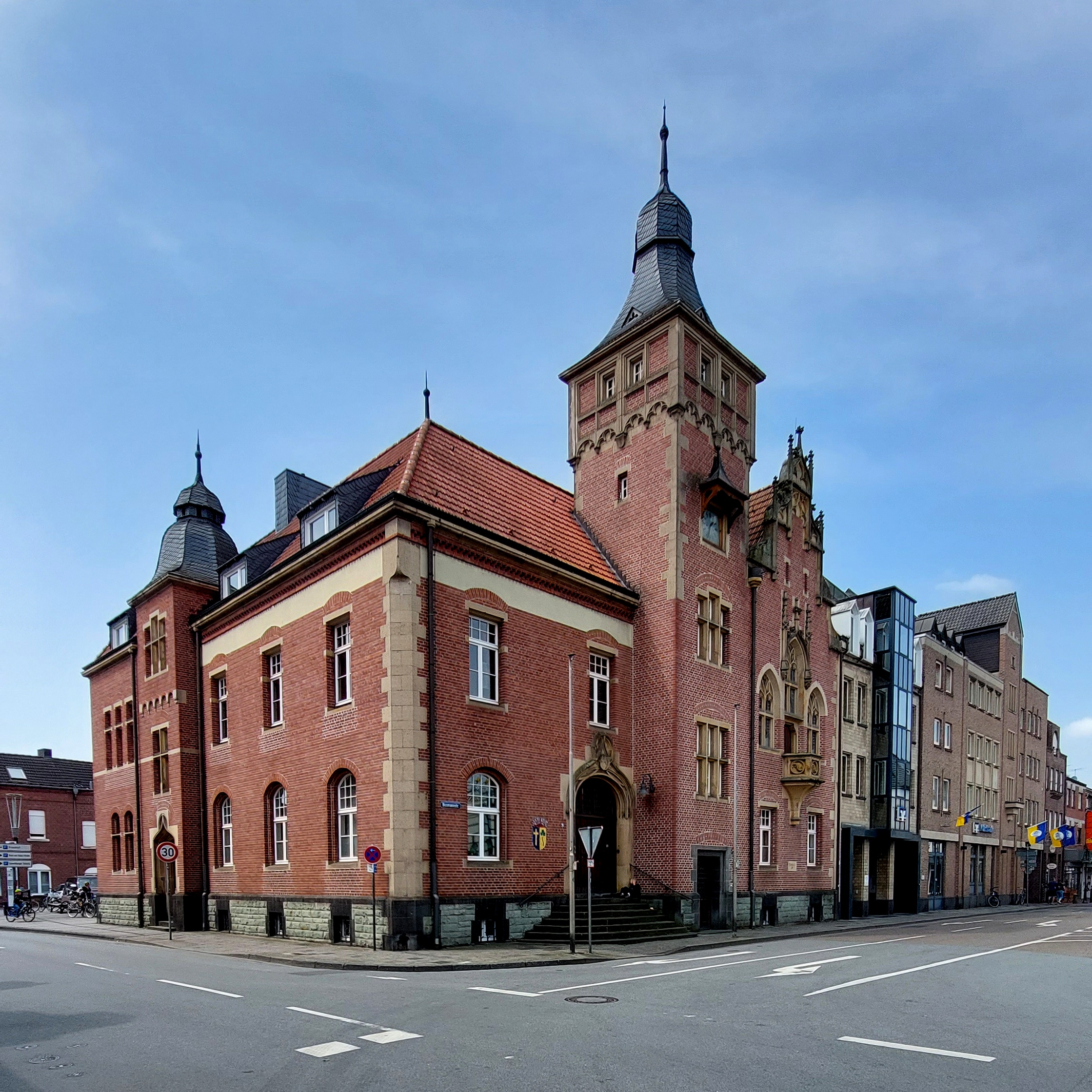
Altes Rathaus Kevelaer

Die Bürgermeisterei Kevelaer umfasste die vier Gemeinden Kevelaer, Kleinkevelaer, Twisteden und Wetten.
1903 wurde in Kevelaer an der Marktstraße ein Rathaus für die Verwaltung der Bürgermeisterei erbaut.

## Amt Kevelaer
Am Ende des Jahres 1927 wurde die Bezeichnung aller rheinischen Landbürgermeistereien in „Amt“ geändert. Die Bürgermeisterei Kevelaer hieß seitdem Amt Kevelaer.
Die Gemeinde Kevelaer erhielt am 25. Mai 1949 das Stadtrecht, blieb aber amtsangehörig. Am 1. Juli 1969 wurde das Amt Kevelaer durch das Gesetz zur Neugliederung des Landkreises Geldern aufgelöst. Kleinkevelaer, Twisteden und Wetten wurden in die Stadt Kevelaer eingegliedert, die seit 1975 zum Kreis Kleve gehört.

## Einwohnerentwicklung
| Jahr | Einwohner | Quelle |
| ---- | --------- | ------ |
| 1828 | 4.171     | [ 5 ]  |
| 1871 | 5.310     | [ 6 ]  |
| 1885 | 6.169     | [ 7 ]  |
| 1895 | 7.570     | [ 8 ]  |
| 1905 | 9.413     | [ 9 ]  |
| 1910 | 10.255    | [ 10 ] |
| 1933 | 11.489    | [ 11 ] |
| 1939 | 11.760    | [ 11 ] |
| 1950 | 13.614    | [ 12 ] |
| 1961 | 15.002    | [ 13 ] |

## Bürgermeister
- 1800–181700Johann Marian van den Wyenbergh
- 1817–182200Peter Heuvens
- 1822–187500Gerhard Heinrich Cremeren
- 1875–188400Wilhelm Brügelmann
- 1884–190100Gerhard Arnold Leeuw
- 1901–192400Mathias Marx
- 1924–193300Bernhard Widmann
- 1933–193400Alfons Derichsweiler
- 1934–194500Aloys Eickelberg
- 1946–196900Peter Plümpe

(ab 1928 Amtsbürgermeister)